# New York Jets 2001
La stagione 2001 dei New York Jets è stata la 32ª della franchigia nella National Football League, la 42ª complessiva. Sotto la direzione del nuovo capo-allenatore Herman Edwards, che sostituì dopo una sola stagione Al Groh, la squadra concluse con un bilancio di 10–6 qualificandosi come wild card per i playoff, dove fu sconfitta nel primo turno dagli Oakland Raiders per 38–24.

## Scelte nel Draft 2001
| Scelte dei Jets nel Draft 2001 | Scelte dei Jets nel Draft 2001 | Scelte dei Jets nel Draft 2001 | Scelte dei Jets nel Draft 2001 | Scelte dei Jets nel Draft 2001 |
| Giro                           | Scelta                         | Giocatore                      | Ruolo                          | College                        |
| ------------------------------ | ------------------------------ | ------------------------------ | ------------------------------ | ------------------------------ |
| 1                              | 13                             | Santana Moss                   | Wide Receiver                  | Miami                          |
| 2                              | 46                             | LaMont Jordan                  | Running Back                   | Maryland                       |
| 3                              | 79                             | Kareem McKenzie                | Offensive Tackle               | Penn State                     |
| 4                              | 101                            | Jamie Henderson                | Defensive Back                 | Georgia                        |
| 7                              | 207                            | James Reed                     | Defensive Tackle               | Iowa State                     |
| 7                              | 217                            | Tupe Peko                      | Offensive Guard                | Michigan State                 |

## Roster
| Roster dei New York Jets nel 2001 |
| --- |
| Quarterback - 10 Chad Pennington - 16 Vinny Testaverde Running Back - 20 Richie Anderson FB - 34 LaMont Jordan - 28 Curtis Martin - 26 Chad Morton - 33 Jerald Sowell Wide Receiver - 80 Wayne Chrebet - 87 Laveranues Coles - 81 Matthew Hatchette - 83 Santana Moss - 84 Craig Yeast Tight End - 88 Anthony Becht - 85 James Dearth Offensive Linemen - 69 Jason Fabini T - 71 Kerry Jenkins G - 63 J.P. Machado G - 68 Kevin Mawae C - 67 Kareem McKenzie T - 77 Randy Thomas G - 74 Ryan Young T Defensive Linemen - 94 John Abraham DE - 96 Tom Barndt DT - 98 Shane Burton DE - 92 Shaun Ellis DE - 95 Rick Lyle DE - 91 Steve Martin DT - 99 Eric Ogbogu DE - 93 James Reed DT Linebacker - 51 James Darling - 58 James Farrior - 56 Jason Glenn - 55 Marvin Jones - 57 Mo Lewis Defensive Back - 42 Marcus Coleman CB - 25 Nick Ferguson FS - 31 Aaron Glenn CB - 21 Victor Green SS - 23 Jamie Henderson - 24 Ray Mickens CB - 22 Damien Robinson FS Special Team - 9 John Hall K - 7 Tom Tupa P Lista delle riserve - 72 Jason Ferguson DT (IR) |
| Legenda - I rookie sono in corsivo. - Il primo ruolo è il principale mentre gli eventuali successivi indicano i ruoli secondari. - (IR) sta per Injured Reserve ed indica la lista ristretta per un solo giocatore infortunato che può tornare ad allenarsi dopo la settimana 6 e a rientrare in prima squadra dopo che questa ha giocato 8 partite. - (NF-Inj.) / (NF-Ill.) stanno rispettivamente per Non-Football Injured e Non-Football Illness ed indicano le liste dove viene inserito un giocatore che ha un infortunio o una malattia non dipendente dal football americano. - (PUP) sta per Physically Unable to Perform ed indica la lista dove viene inserito un giocatore mentre è in attesa di recuperare la condizione fisica. Nella stagione regolare dopo la sesta partita giocata dalla propria squadra, il giocatore ha tempo tre settimane per riprendere ad allenarsi, più tre settimane aggiuntive dal suo rientro agli allenamenti per rientrare in prima squadra.                                                                  |

## Calendario
| Stagione regolare | Stagione regolare       | Stagione regolare  | Stagione regolare           |
| Turno             | Avversario              | Risultato          | Stadio                      |
| ----------------- | ----------------------- | ------------------ | --------------------------- |
| 1                 | Indianapolis Colts      | S 45–24            | Giants Stadium              |
| 2                 | at New England Patriots | V 10–3             | Foxboro Stadium             |
| 3                 | San Francisco 49ers     | S 19–17            | Giants Stadium              |
| 4                 | at Buffalo Bills        | V 42–36            | Ralph Wilson Stadium        |
| 5                 | Miami Dolphins          | V 21–17            | Giants Stadium              |
| 6                 | St. Louis Rams          | S 34–14            | Giants Stadium              |
| 7                 | at Carolina Panthers    | V 13–12            | Bank of America Stadium     |
| 8                 | at New Orleans Saints   | V 16–9             | Louisiana Superdome         |
| 9                 | Kansas City Chiefs      | V 27–7             | Giants Stadium              |
| 10                | at Miami Dolphins       | V 24–0             | Pro Player Stadium          |
| 11                | Settimana di pausa      | Settimana di pausa | Settimana di pausa          |
| 12                | New England Patriots    | S 17–16            | Giants Stadium              |
| 13                | at Pittsburgh Steelers  | S 18–7             | Heinz Field                 |
| 14                | Cincinnati Bengals      | V 15–14            | Giants Stadium              |
| 15                | at Indianapolis Colts   | V 29–28            | RCA Dome                    |
| 16                | Buffalo Bills           | S 14–9             | Giants Stadium              |
| 17                | at Oakland Raiders      | V 24–22            | Network Associates Coliseum |

## Classifiche
| (2) New England Patriots | 11 | 5  | 0 | .688 | 371 | 272 | V6 |
| (4) Miami Dolphins       | 11 | 5  | 0 | .688 | 344 | 290 | V2 |
| (6) New York Jets        | 10 | 6  | 0 | .625 | 308 | 295 | V1 |
| Indianapolis Colts       | 6  | 10 | 0 | .375 | 413 | 486 | V1 |
| Buffalo Bills            | 3  | 13 | 0 | .188 | 265 | 420 | S1 |